# چاکوالای خال‌دار
چاکوالای خال‌دار (نام علمی: Sauromalus klauberi) نام یک گونه از سرده چاکوالا است.